# Dzihunia
Genre
Dzihunia est un genre de poissons d'eau douce téléostéens de la famille des Nemacheilidae (ordre des Cypriniformes). Ce sont des « loches de pierre » originaires d'Asie centrale.

## Liste des espèces
Selon World Register of Marine Species (16 novembre 2023) :
- Dzihunia amudarjensis (Rass, 1929)
- Dzihunia ilan (Turdakov, 1936)
- Dzihunia pseudoamudarjensis Sheraliev & Kayumova, 2024[2]
- Dzihunia turdakovi Prokofiev, 2003

## Classification
Le nom valide complet (avec auteur) de ce taxon est Dzihunia Prokofiev (d), 2001,.

## Étymologie
Le nom générique, Dzihunia, dérive de Dzihun, l'ancien nom arabe de l'Amou-Daria où se rencontre l'espèce Dzihunia amudarjensis.

## Publication originale
- (en) A. M. Prokofiev, « Dzihunia, a new genus of nemacheiline loaches from the Aral Sea basin (Pisces: Cypriniformes: Balitoridae) », Zoosystematica Rossica, Russie, vol. 10, no 1,‎ 2001, p. 209-213 (ISSN 0320-9180, e-ISSN 2410-0226, lire en ligne, consulté le 16 novembre 2023).